# Benediktinerinnenkloster Limon
Das Benediktinerinnenkloster Limon (französisch:  Abbaye Saint-Louis-du-Temple)  ist  eine Abtei der Benediktinerinnen in Vauhallan im Bistum Évry-Corbeil-Essonnes in Frankreich.

## Geschichte
Louise-Adélaïde de Bourbon-Condé gründete 1816 im Temple in Paris ein Benediktinerinnenkloster, das 1850 in die Rue Monsieur wechselte und dort, nicht zuletzt durch seinen gregorianischen Gesang, in Intellektuellenkreisen Berühmtheit erlangte. 1932 wurde das Kloster zur Abtei erhoben. Nach einem Provisorium in Meudon (1938–1951) ging die Gemeinschaft 1951 nach Limon (Chemin de Limon) in Vauhallan, wo Monsignore Roncalli 1950 den Grundstein legte. 1967 gründete sie die Abtei Notre-Dame-de-Fidélité in Jouques.
Die Glasfenster der Abteikirche stammen von Geneviève Gallois, der im Kloster ein Museum gewidmet ist. Ein weiteres Museum erinnert an die Gründerin. Seit 2014 veröffentlicht die Gemeinschaft ein Bulletin mit dem Titel Les Sentiers de Limon.

### Handbuchliteratur
- Laurent Henri Cottineau: Répertoire topo-bibliographique des abbayes et prieurés. Bd. 2. Protat, Mâcon 1939–1970. Nachdruck: Brepols, Turnhout 1995. Spalte 2213.
- Philippe Méry: Abbayes, prieurés et couvents de France. Editions du Crapaud, La Roche-sur-Yon 2013, S. 570.